# 高沢秀昭
高沢 秀昭（たかざわ ひであき、1958年9月10日 - ）は、北海道沙流郡門別町（現：日高町）出身の元プロ野球選手（外野手・内野手）、野球指導者、保育士。

## 経歴
庫富小学校、門別中学を経て苫小牧工高に進む。苫小牧工野球部時代の監督は毎日オリオンズに1年在籍した金子満夫だった。高校では1975年秋季北海道大会で準々決勝に進むが札幌商に敗退。翌1976年夏の甲子園南北海道予選でも準決勝に進出するが、東海大四高に惜敗し甲子園出場はならなかった。高校卒業後は王子製紙苫小牧に進む。スカウトの三宅宅三に才能を評価され、1979年のドラフト2位でロッテオリオンズに入団した。
入団当初は遊撃手だったが、故障のため1982年から外野手に転向し、左翼手として20試合に先発出場を果たす。1983年は7月から中堅手、右翼手としてレギュラーに定着、チャンスメーカーとして活躍し60試合に先発した。
1984年は開幕から59試合時点で、無安打がわずか12試合だけと好調な打撃を続けた。5月30日にはパ・リーグでは初となる1試合4二塁打も記録している。しかし、8月11日の円山球場での対西武ライオンズ戦でスティーブ・オンティベロスの打球を好捕した際に外野フェンス（コンクリート製）の角に激突し、右膝蓋骨を粉砕骨折して2ヶ月半にわたって入院した。この試合が同年最後の出場となったが、初めて規定打席に到達、打率.317（リーグ4位）の成績を残し、初のベストナインとゴールデングラブ賞を受賞している。
1986年は9月29日の対阪急戦で佐藤義則から死球を受け、左手尺骨を骨折して全治1ヶ月となっている。1987年はオープン戦で三塁にスライディングした際に左手薬指の靭帯を痛めたが、開幕までに復帰している。シーズン初の1番打者で起用された5月17日の対日本ハム戦では、4安打2本塁打4打点の活躍を見せた。オールスターゲーム第1戦では小松辰雄からの3ランホームランなどで4打点を挙げ、MVPを受賞した。同年後半は4番打者も務め、チーム最高の打率.292をマークしている。同年は3年ぶりにゴールデングラブ賞を受賞した。
1988年は4月は打率2割台前半と低迷したが、5月5日に猛打賞で3割を超えるとその後は好調を持続。オールスターゲーム第3戦で史上4人目の先頭打者本塁打を放ち、優秀選手賞を受賞した。9月1日の対南海戦からは不振のビル・マドロックに代わって4番を任された。
また、シーズン終盤には松永浩美（阪急）と首位打者を激しく争い、近鉄との10.19（川崎球場）の試合前の時点で6試合を残して打率.3277となった。一方の松永はロッテとの3試合を残して.3234で、この日のダブルヘッダーでは7打数0安打以下ならば松永に逆転されるという状況で、監督の有藤通世からは「残り4試合あるが、この日でうちは終わりのつもりだから自分で首位打者を取れ」と言われてスタメンで出場した。第1試合では3打数0安打で打率を.3257まで下げ、4打席目には代打を送られている。第2試合では2打席目に安打を放って首位打者を事実上手中にした。さらに8回裏の4打席目に近鉄の優勝を打ち砕く同点ホームランを阿波野秀幸から放っている。これで打率を.3271とし、10回裏の5打席目では代打を送られている。
その後は高沢は打席に立たず、一方の松永は10月22・23日の対ロッテ3連戦（西宮球場…23日はダブルヘッダー）に出場し、初戦の1・2打席目にヒットを放って打率を.3263まで上げた。このため、ロッテ投手陣はこの試合の第3打席以降、日本新の11打席連続四球と勝負を避けた。この結果、初の首位打者のタイトルを獲得し、最多安打も記録した。11月の日米野球では1番打者としてスタメンで出場した第2戦で、9回にダグ・ジョーンズから同点タイムリーを放ちチームの引き分けにつながった。オフには1,500万円増の年俸4,500万円+タイトル料300万円（推定）で契約を更改した。
1989年はシーズンを通して見れば5番にいることが多かったがキャンプ前に右脹脛、キャンプ中盤に右肩、開幕直前には右太腿を痛めるなど、故障が相次いだ。さらに7月23日の対近鉄戦で帰塁した際に右足裏側を痛め、8月3日からスタメンを外れ、9月中旬に復帰後は指名打者として出場した。この怪我は捻挫と診断されていたが、オフに手術したところ剥離骨折だったことが判明した。入院中の11月13日に、高橋慶彦・白武佳久・杉本征使との大型トレードで水上善雄とともに広島東洋カープへ移籍する事が広島側によって発表された。高沢と水上へ連絡する前だったためロッテ側が態度を硬化させたが、その後の調整によりトレードが成立している。
監督の山本浩二からはクリーンアップとして期待され、移籍1年目の1990年は、開幕から17試合連続安打を記録し、開幕連続試合安打の球団記録を打ち立てる（当時。2004年に前田智徳が19を記録し、現在は
2位）。しかし、その後は故障の影響などから成績を落とし長嶋清幸と併用されるようになった。オフには250万円減の年俸4,250万円（推定）で契約を更改している。1991年は高卒2年目の前田智徳が急成長して外野手のレギュラーに定着した事もあり、守備固めや代打となっていた。このため、デーブ・ヘンゲルが不振で外野手を必要としていたロッテへ半ば戦力外の金銭トレードという形で復帰した。社長代行に就任した重光昭夫や、監督の金田正一から獲得の希望があったという。
ロッテでも故障から本来のプレーを取り戻すことができず、本拠地を千葉マリンスタジアムに移転した1992年、10月16日に翌年のコーチ就任を打診され、これを受諾して現役引退した。

### 現役引退後
1993年は二軍打撃コーチ、1994年からは一軍の外野守備兼打撃コーチを務めた。1997年には一軍の打撃不振のため、広野功と入れ替わる形で6月に二軍打撃コーチに転任している。その後再び一軍の打撃コーチを務めたが、2001年5月にやはり一軍の打撃不振のため、秦真司と入れ替わる形で山下徳人とともに二軍打撃コーチとなった。その後、二軍の打撃兼外野守備走塁コーチとなっている。2009年オフに退任した。コーチとしては福浦和也、今江敏晃を育てた。
また、1995年には苫小牧市からスポーツマスターに任命され、子供たちに指導などを行なっている。2004年11月28日には日本プロ野球70周年記念のOBオールスター戦で、10.19を記念したアトラクションで阿波野秀幸と対戦して優勝を消すホームランを放っている。
2010年から2019年まで千葉ロッテマリーンズの少年野球教室『マリーンズ・アカデミー』でテクニカルコーチを務めた。契約満了後の2020年、保育士の資格取得を目指して大原医療秘書福祉保育専門学校横浜校に入学し、卒業後の2022年から横浜市の認可保育園に勤務（1歳児の担当）。

## プレースタイル
初球から積極的に打ちに行く思い切りの良さがあり、広野功からは手の出が早く体の軸がズレない点を評価されていた。狙い球や投手のデータなどに関係なく、常にストレートにタイミングを合わせて投手と二塁手の間に強い打球を放つことをイメージしていたという。また、腰の回転で始動して腕が引き出される、という当時の通説が納得できず、手が先に動いて左足が着地して腰が回転する、という認識をしていた。内角に食い込む球に対して体が開かないため、詰まってもゴロなどにならず内野の頭を越す事が多かったが、一方で1984年には開幕から30試合ほど1試合平均1本のペースでバットを折っていた。
1984年から1988年にかけては5年連続で2ケタ盗塁をマークしたように俊足でもある。
俊足・強肩で、1985年には15補殺を記録。右翼手の定位置への外野フライなら相手にタッチアップを許さないと言われた。また、一、二塁間を抜けた打球にチャージをかけ、素早く正確な送球で三塁で走者を刺すプレーを得意とし、「突貫小僧」という愛称があった。打球を見て動き出すのでは遅いと考え、バッターのスイングの特徴から打球方向を予測し、両足へかける体重のバランスを変えていたという。打球判断の能力を磨くには、打撃練習で生きた打球を捕る練習が重要だと語っている。

## 人物・エピソード
現役時代、知名度は高くないがトリプルスリーも狙える実力を持つ、パ・リーグを代表する野手という評価を受けていた。打撃コーチだった高畠康真からは、「1,000万円プレーヤーになれる才能がある」と事あるごとに暗示をかけられたという。
衛星放送でメジャーリーグの試合を見るのが趣味だった。またプロ入り後に遠征での空き時間などの趣味としてハーモニカを始め、全日本ハーモニカ連盟から日本ハーモニカ賞を受賞している。
松永浩美との首位打者争いで1位を保つために欠場した高沢に対してベースボールマガジン紙のコラムで「全打席出場してもらいたかった」と書いた記者に対しても、あなたの言うとおりだといやな顔を見せずに同感の意を示し、誠実な態度を見せた。
ロッテ応援団による応援歌は、1作目が｢高沢打て 高沢打て 高沢 ライトへレフトへホームラン｣という曲が使われ、その後は、落合博満の｢ボパイ・ザ・セーラーマン｣の原曲の歌詞不明の応援歌と｢かっ飛ばせ落合 右へ左へホームラン〜」の応援歌が流用されたが、1989年に初芝清が入団、翌年に自身が広島に移籍すると（落合と同じ東芝府中出身とあって）この応援歌は初芝に引き継がれ、1991年にロッテに復帰した際には別の応援歌となった。
また復帰した際の背番号は当時空き番だった「7」だったが、本人は「自分は1桁背番号は似合わない」と、2年目の南渕時高と交換してもらい、トレード前の「31」に戻した。
高沢自身あまり多弁ではないことと、現役時代に黙々と練習に打ち込んでいた姿から、同じ北海道出身の佐藤兼伊知が高沢のことを「歩く墓石」と呼んでいたと、同僚の愛甲猛が語っていた。
少年野球指導者として指導していた頃、子どもの成長を見守ることにやりがいを見いだし専門学校で保育を学んだ。

## 詳細情報

### 年度別打撃成績
| 年 度      | 球 団      | 試 合 | 打 席 | 打 数 | 得 点 | 安 打 | 二 塁 打 | 三 塁 打 | 本 塁 打 | 塁 打 | 打 点 | 盗 塁 | 盗 塁 死 | 犠 打 | 犠 飛 | 四 球 | 敬 遠 | 死 球 | 三 振 | 併 殺 打 | 打 率 | 出 塁 率 | 長 打 率 | O P S |
| ---------- | ---------- | ----- | ----- | ----- | ----- | ----- | -------- | -------- | -------- | ----- | ----- | ----- | -------- | ----- | ----- | ----- | ----- | ----- | ----- | -------- | ----- | -------- | -------- | ----- |
| 1980       | ロッテ     | 1     | 0     | 0     | 0     | 0     | 0        | 0        | 0        | 0     | 0     | 0     | 0        | 0     | 0     | 0     | 0     | 0     | 0     | 0        | ----  | ----     | ----     | ----  |
| 1981       | ロッテ     | 10    | 3     | 3     | 1     | 0     | 0        | 0        | 0        | 0     | 0     | 0     | 0        | 0     | 0     | 0     | 0     | 0     | 1     | 0        | .000  | .000     | .000     | .000  |
| 1982       | ロッテ     | 38    | 89    | 77    | 15    | 18    | 1        | 1        | 1        | 24    | 9     | 4     | 1        | 6     | 0     | 2     | 0     | 4     | 14    | 0        | .234  | .289     | .312     | .601  |
| 1983       | ロッテ     | 62    | 260   | 234   | 37    | 71    | 11       | 3        | 6        | 106   | 27    | 7     | 3        | 10    | 0     | 15    | 0     | 1     | 32    | 2        | .303  | .348     | .453     | .801  |
| 1984       | ロッテ     | 97    | 432   | 385   | 70    | 122   | 26       | 5        | 11       | 191   | 47    | 11    | 7        | 27    | 2     | 9     | 1     | 9     | 29    | 6        | .317  | .347     | .496     | .843  |
| 1985       | ロッテ     | 120   | 466   | 418   | 75    | 114   | 18       | 2        | 12       | 172   | 56    | 12    | 3        | 11    | 3     | 26    | 0     | 8     | 48    | 5        | .273  | .325     | .411     | .737  |
| 1986       | ロッテ     | 106   | 415   | 355   | 48    | 97    | 16       | 2        | 15       | 162   | 48    | 14    | 3        | 30    | 3     | 20    | 1     | 7     | 54    | 6        | .273  | .322     | .456     | .778  |
| 1987       | ロッテ     | 128   | 514   | 455   | 64    | 133   | 20       | 2        | 11       | 190   | 50    | 27    | 11       | 13    | 3     | 33    | 4     | 10    | 54    | 10       | .292  | .351     | .418     | .769  |
| 1988       | ロッテ     | 125   | 533   | 483   | 67    | 158   | 28       | 1        | 14       | 230   | 64    | 13    | 3        | 7     | 2     | 33    | 2     | 8     | 41    | 7        | .327  | .378     | .476     | .855  |
| 1989       | ロッテ     | 105   | 429   | 368   | 61    | 102   | 22       | 1        | 12       | 162   | 56    | 7     | 1        | 4     | 3     | 43    | 6     | 11    | 38    | 6        | .277  | .367     | .440     | .807  |
| 1990       | 広島       | 91    | 281   | 240   | 28    | 61    | 13       | 2        | 6        | 96    | 24    | 5     | 0        | 8     | 1     | 23    | 3     | 9     | 35    | 5        | .254  | .341     | .400     | .741  |
| 1991       | 広島       | 20    | 36    | 32    | 5     | 8     | 1        | 1        | 0        | 11    | 2     | 0     | 0        | 0     | 0     | 4     | 1     | 0     | 8     | 0        | .250  | .333     | .344     | .677  |
| 1991       | ロッテ     | 35    | 111   | 100   | 16    | 25    | 3        | 0        | 4        | 40    | 9     | 1     | 0        | 2     | 0     | 6     | 0     | 3     | 18    | 1        | .250  | .312     | .400     | .712  |
| '91計      | ロッテ     | 55    | 147   | 132   | 21    | 33    | 4        | 1        | 4        | 51    | 11    | 1     | 0        | 2     | 0     | 10    | 1     | 3     | 26    | 1        | .250  | .317     | .386     | .704  |
| 1992       | ロッテ     | 67    | 145   | 128   | 16    | 23    | 3        | 0        | 3        | 35    | 7     | 6     | 0        | 4     | 0     | 11    | 1     | 2     | 19    | 4        | .180  | .255     | .273     | .529  |
| 通算：13年 | 通算：13年 | 1005  | 3714  | 3278  | 503   | 932   | 162      | 20       | 95       | 1419  | 399   | 107   | 32       | 122   | 17    | 225   | 19    | 72    | 391   | 52       | .284  | .342     | .433     | .775  |

- 各年度の太字はリーグ最高

### タイトル
- 首位打者：1回 （1988年）
- 最多安打：1回（1988年）※当時連盟表彰なし

### 表彰
- ベストナイン：2回 （1984年、1988年）
- ゴールデングラブ賞：3回 （1984年、1987年 - 1988年）
- オールスターゲームMVP：1回 （1987年 第1戦）

### 記録
初記録
- 初出場：1980年11月5日、対近鉄バファローズ前期13回戦（川崎球場）、9回表に遊撃手で出場
- 初先発出場：1982年5月30日、対阪急ブレーブス前期12回戦（川崎球場）、2番・左翼手で先発出場
- 初安打：同上、1回裏に山沖之彦から
- 初打点：1982年6月2日、対南海ホークス前期9回戦（宮城球場）、7回裏に山内和宏から決勝適時打
- 初本塁打：1982年6月5日、対近鉄バファローズ前期10回戦（日生球場）、6回表に久保康生から2ラン
- 初盗塁：1982年6月19日、対近鉄バファローズ前期13回戦（川崎球場）、1回裏に二盗（投手：橘健治、捕手：梨田昌崇）

節目の記録
- 1000試合出場：1992年9月19日、対近鉄バファローズ25回戦（千葉マリンスタジアム）、7番・左翼手で先発出場　※史上307人目

その他の記録
- オールスターゲーム出場：4回 （1984年、1986年 - 1988年）

### 背番号
- 31 （1980年 - 1989年、1991年途中 - 1992年）
- 10 （1990年 - 1991年途中）
- 7 （1991年途中）
- 74 （1993年）
- 85 （1994年）
- 75 （1995年 - 2009年）

## 関連情報

### 関連書籍
- 『道を拓く：元プロ野球選手の転職』（長谷川晶一著、扶桑社、2024年10月、ISBN 9784594099077）